# Erytrea na Mistrzostwach Świata w Lekkoatletyce 2019
Erytrea na Mistrzostwach Świata w Lekkoatletyce 2019 – reprezentacja Erytrei podczas mistrzostw świata w Doha liczyła 6 zawodników.

## Skład reprezentacji

### Kobiety
| Zawodniczka  | Konkurencja | Finał   | Finał   | Źródło |
| Zawodniczka  | Konkurencja | Wynik   | Pozycja | Źródło |
| ------------ | ----------- | ------- | ------- | ------ |
| Nazret Weldu | maraton     | 2:53:45 | 23.     | [ 1 ]  |

### Mężczyźni
| Zawodnik             | Konkurencja                   | Eliminacje | Eliminacje | Finał    | Finał   | Źródło |
| Zawodnik             | Konkurencja                   | Wynik      | Pozycja    | Wynik    | Pozycja | Źródło |
| -------------------- | ----------------------------- | ---------- | ---------- | -------- | ------- | ------ |
| Aron Kifle           | bieg na 10 000 m              | —          | —          | 28:16,74 | 15.     | [ 2 ]  |
| Merhawi Kesete       | maraton                       | —          | —          | DNF      | DNF     | [ 3 ]  |
| Zersenay Tadese      | maraton                       | —          | —          | 2:11:29  | 6.      | [ 3 ]  |
| Okubay Tsegay        | maraton                       | —          | —          | DNF      | DNF     | [ 3 ]  |
| Yemane Haileselassie | bieg na 3000 m z przeszkodami | 8:26,58    | 23.        | NQ       | NQ      | [ 4 ]  |